# 세종시민운동장
세종시민운동장(世宗市民運動場, Sejong Civic Stadium)은 대한민국 세종특별자치시에 있는 스포츠 시설이다. 천연잔디 필드와 탄성포장재 트랙이 갖춰진 경기장이며, 2023년 9월에 준공되었다.

## 참고 문헌
- 《2023 전국 공공체육시설 현황 (2022년 12월말 기준)》. 대한민국 문화체육관광부. 2024.